# Magix Music Maker
MAGIX Music Maker er en programserie udviklet af MAGIX AG, beregnet til mixing og redigering af musik. Programmet er per september 2014 i sin 21. version (2015), og distribueres også i en Producer og XXL-udgave.
Music Maker kan optage eller importere lydfiler, arragneret på et ønsket antal spor, og efterfølgende afspilles som en hel sang. Music Maker understøtter også Steinbergs Virtual Studio Technology.
| Software | Spire Denne artikel om software og programmering er en spire som bør udbygges. Du er velkommen til at hjælpe Wikipedia ved at udvide den. |